# Emetofilia
Emetofilia é a excitação obtida com o ato de vomitar ou com o vômito de outro. Também conhecido como "banho romano" a prática pode se estender para um outro tipo de parafilia denominada emetofagia, em que a excitação é obtida do ato de comer ou ingerir vômito, o que geralmente é recíproco de ambos os parceiros.